# 2004年夏季残疾人奥林匹克运动会伊拉克代表团
2004年夏季残疾人奥林匹克运动会伊拉克代表团是伊拉克派出的2004年夏季残疾人奥林匹克运动会代表团。获得1枚金牌和1枚铜牌。